# ハビエル・ミレイ
ハビエル・ヘラルド・ミレイ（スペイン語: Javier Gerardo Milei、スペイン語発音: [xaˈβjeɾ xeˈɾaɾ.ðo miˈlej]、1970年10月22日 - ）は、アルゼンチンの政治家、経済学者、作家。第59代大統領。リバタリアン党党首。
世界で初めてのリバタリアンの国家指導者とされ、アルゼンチン中央銀行を廃止して、米ドルをアルゼンチンの通貨に制定させるなど過激な主張が多いことから、「アルゼンチンのトランプ」という異名をもつ。オーストリア学派の経済学者として、アルゼンチンの歴代政権の財政政策に対して、「政府支出を削減すべきだ」と批評している。就任当時にアルゼンチンの法では大統領の親族を要職に就けることは禁じられていたため、ミレイは改正を行い、親族で唯一緊密な関係にあった妹のカリーナを大統領府事務総長に就任させた。
2023年11月に行われた大統領選挙では、前大統領のペロン主義に則った施政が財政危機を引き起こしていることを批判し、ペロン主義からの脱却を掲げ、得票率55.69%対44.31％で、セルヒオ・マサ経済相を破り、当選。

## 来歴

### 生い立ち

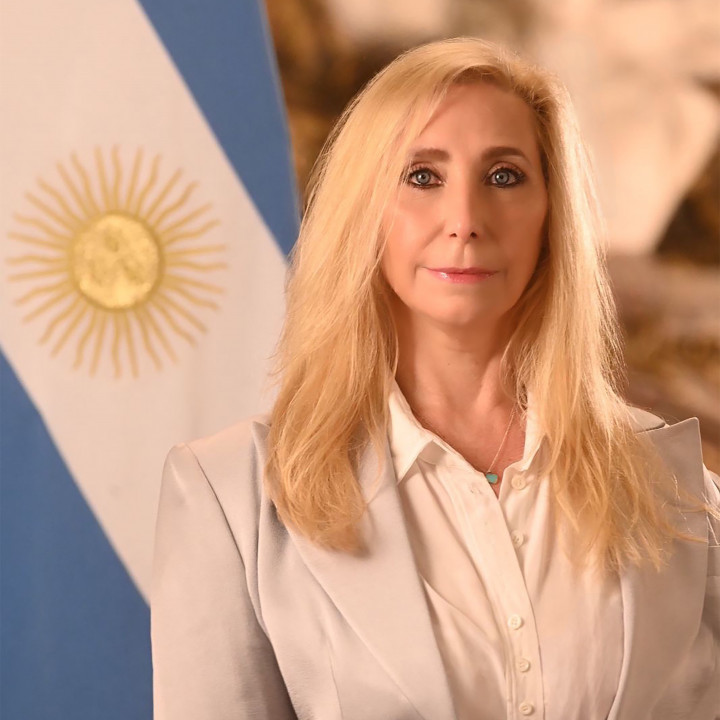
ハビエルの妹であるカリーナ（現大統領府事務総長）

ブエノスアイレスでイタリア系の家庭に生まれ育ち、イタリアの市民権を持つ。本人曰く母方の祖父はラビであり、ユダヤ系だったとされる。父はバス運転手であったが、幼少期の頃には両親から児童虐待を受け、10年間両親と口を聞かなかったと彼は語っている。そんな不遇の日々を送っていたミレイにとって、妹のカリーナと母方の祖母が心の支えだった。学生時代には間欠性爆発性障害の兆候があったことから、ミレイは変人を意味するエル・ロコ（El Loco）という異名が付いていた。 ローリング・ストーンズのカバー・バンド『エベレスト』ではフロントマンとして活動していた。高校時代にはCAチャカリタ・ジュニアーズのゴールキーパーを務めていた経験がある。ラウル・アルフォンシン政権下で起きた財政危機を目の当たりにし、高校卒業と同時にサッカーをやめ、経済学に興味を持つ。
1992年にベルグラノ大学で経済学の学位を取得、トルクァト・ディ・テラ大学で経済学の修士号を取得する。21年以上にわたり、マクロ経済学やミクロ経済学、経済学で使用する応用数学の教授として勤務していた。アルゼンチン国内や海外各地で講演を行い、50以上の学術論文を執筆している。投資紛争解決国際センターのアルゼンチン部門コンサルタント、HSBCホールディングスアルゼンチン支部シニアエコノミストを歴任。世界経済フォーラムのメンバー、国際商業会議所顧問としての勤務経験を持つ。ミレイはアルゼンチン国内のテレビで最も多くインタビューされた経済学者であり、インタビュー回数は235回、出演時間は合計193,347秒（53.7075時間）であった。

### 政界進出

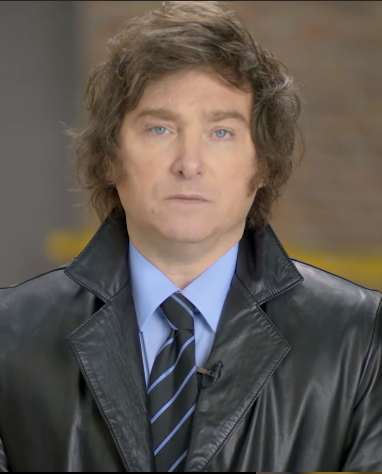
2021年

2010年代、ミレイはアルゼンチンの討論番組で悪名高い政治活動家としての地位を確立する。ミレイは討論相手に対する毒舌や威圧的な表現が特徴であった。特に討論番組に出演したブエノスアイレス市長のオラシオ・ロドリゲス・ラレッタへの罵倒は激しく、アルゼンチンで反社会的な活動家として恐れられるようになる。アメリカ合衆国の上院議員であるテッド・クルーズはヴィヴィアン・カレーサとミレイの熱烈な討論動画をツイッターで共有し、冗談でクルーズはミレイをアメリカ合衆国大統領選挙討論会に招待したいと提案していた。2019年、一部のメディアはミレイをアルゼンチンで最も影響力のある人物の1人に挙げた。2020年からミレイは、世論で不支持率が高いアルベルト・フェルナンデス政権に対する抗議活動を激化させる。
2020年、ミレイは自由前進党を結成。この政党は自らを「様々な政党で構成され、リベラルな政策を推進するために創設された、あらゆる社会的状況の男女を招集し、平等な同盟を組んでいる」と強調した。さらにミレイは「私達が先進国であった1900年初頭に戻るために必要な経済、政治、社会の活性化に貢献したい」と述べている。自由前進党の国民議会候補者に国家再編成プロセスの擁護者がいた事で物議を醸している。下院議員の選挙活動中のミレイはブエノスアイレス近郊で道行く人と交流しながら、2022年5月までに、彼は世論調査で支持率を伸ばした。ミレイの考えは1990年代の経済危機に生まれ育った世代から共感を得て、2020年の経済停滞に直面している30歳未満の有権者の心を動かした。ミレイはアルゼンチンの政治構造は「役に立たない、寄生的な人々で構成されている」とした上で、「アルベルト・フェルナンデス政権は国民に課せられた税金によって資金を賄う犯罪組織である。絶対にフェルナンデス政権から金を奪還しなければならない」と選挙活動で述べた
。
2021年から代議院議員に就任したミレイは、議会を欠席していることが多いと各党から指摘された。欠席した日数が多いにもかかわらず、議員の月給として規定された700万ペソを受け取っている。2023年7月には公職選挙法違反による容疑で捜査を受けたが、ミレイはこれを自分の信用を失墜させるための政治的工作だと一蹴。直ちに捜査を中止するよう、検察に求めた。
2023年5月にはインフレが高まり、ミレイの支持率が上昇する。
ミレイは、自国通貨の価値が過去4年間で90％も急落したことを指摘した上で「排せつ物」以下の価値しかなくなったと主張。経済政策としてアルゼンチン・ペソを廃止してアメリカ合衆国ドルを採用することを公約とした。また、同年8月に行われた大統領予備選挙では銃規制撤廃と臓器売買の自由販売を許可すると示唆し、物議を醸した。2020年に承認されたアルゼンチン国内での中絶を容認する自主中絶法案を却下させるつもりだとミレイは述べている。アルゼンチンのテレビ司会者であるアレハンドロ・ファンティーノのインタビューで中絶に言及し、「私は中絶に反対だ。それは生きる権利に反するからである。少なくとも私は国民投票を実施したい、そして結果に則り、中絶法は廃止されるであろう。しかし、アルゼンチン人がするかどうか見てみましょう。母親の胎内で無防備な人間が殺害されたと信じている。」と語っている。同党の選挙綱領によると、ミレイは「銃の使用を、国民による合法的かつ責任ある使用の保護を守る場合に適用が認められること」を提案している。8月13日の予備選挙では大方の予想に反して得票率30％で1位となり、翌14日朝にアルゼンチン・ペソは18％近く下落した。
10月22日に投開票された大統領選挙では30％の票を獲得し、36.8％のセルヒオ・マサに次いで2位となり決選投票に進出。決選投票の直前には「ミレイの勝利の可能性が高く、フェルナンデス大統領による急進的な政策失敗により、インフレと為替レートへのさらなる圧力が生じるだろう。経済情勢の悪化は、危機が深刻化しているため、ミレイが有利になるだろう」と政治評論家より予測された。11月19日の決選投票でミレイは55.69％の票を獲得、44.31％にとどまったマサを逆転で破り当選し、「世界初のリバタリアンの大統領」の誕生と報じられた。12月10日に大統領に就任した。

### アルゼンチン大統領
2023年12月、大統領に就任したミレイは為替統制を緩和し実質的にペソの大幅切下げに踏み切った。輸入物資の高騰などによりインフレ率は200%を超え、2024年3月には280%台にも達した。一方で｢ショック療法｣と称する経済改革政策は､経済改革法案は一部修正ながら6月末に議会で可決･成立、金融市場は好感し株価は上昇、中銀も利下げに動いた。為替レートが実勢に近づいて、いわば下がりきった形となり、9月以降は物価高止まりのままインフレ率も沈静化の傾向を見せている。また、大幅な財政支出の削減・政府機関の廃止・国営企業の民営化等により、財政は16年ぶりの黒字となった。この財政緊縮政策はアメリカの第2次トランプ政権にて新設された政府効率化省の事実上のトップとして政権に参加が予定されていたイーロン・マスクの改革案のモデルとなっていた。
一方でミレイのショック療法はマクロ経済の不均衡是正を目指したことで物価上昇を招き、国内需要が減少しため2023年第3四半期以降、実質GDPは減少を続けた、また大規模な緊縮財政や公務員の大量解雇による雇用危機、社会保障の削減などから国民の困窮層と貧困が拡大し、ミレイの支持率は下がった。また、7月、ある州は連邦政府からの送金ストップを受けて債務免除債券と呼ばれる事実上の地域通貨を発行するに至った。しかし、経済新自由主義者（リバタリアン）らは、財政黒字化をとらえ、また、物価がいわば上昇しきったことを物価安定と表現することで、ミレイの経済政策の結果を「奇跡の1年」と賞揚した（2024年12月現在）。
2024年11月に訪米し、ドナルド・トランプが2024年アメリカ合衆国大統領選挙当選後に初めて会談した外国首脳となった。ミレイはトランプと近いイーロン・マスクと親交があるとされ、2025年1月20日にはトランプの就任式にも出席し、大統領就任式での外国首脳の参加はアメリカ史上初とされた。

#### 内政
- 省庁を18から9に、官庁は106から54に半減[45]
就任当日、ミレイは自身初の大統領令で19ある省を経済（英語版）、外務（英語版）、治安（英語版）、司法（英語版）、保健（英語版）、内務（英語版）、国防（英語版）、インフラ、人的資源（スペイン語版）の9つへと半減させた[46]。
- アルゼンチン・ペソの切り下げ[45][47]
- 国営広告の1年間停止[45]
- 開始していない公共事業計画の停止[45]
- エネルギーと輸送関連の補助金の削減[45]
- アルゼンチンの政治的習慣である家族や友人との労働契約の停止
- 児童手当とフードカード（低所得者、無所得者が栄養のある食品を購入できるように支援する制度）に割り当てられた金額を倍額[45]
- 輸入システムの簡易化
- 公務員を7000人削減する政令を公布[48]
- 最低賃金の引き上げを30％に制限[49]
- 学用品の購入と私立学校の授業料の支払いを支援するための「教育バウチャー」 の開始と減税[50]

#### 外交安全保障

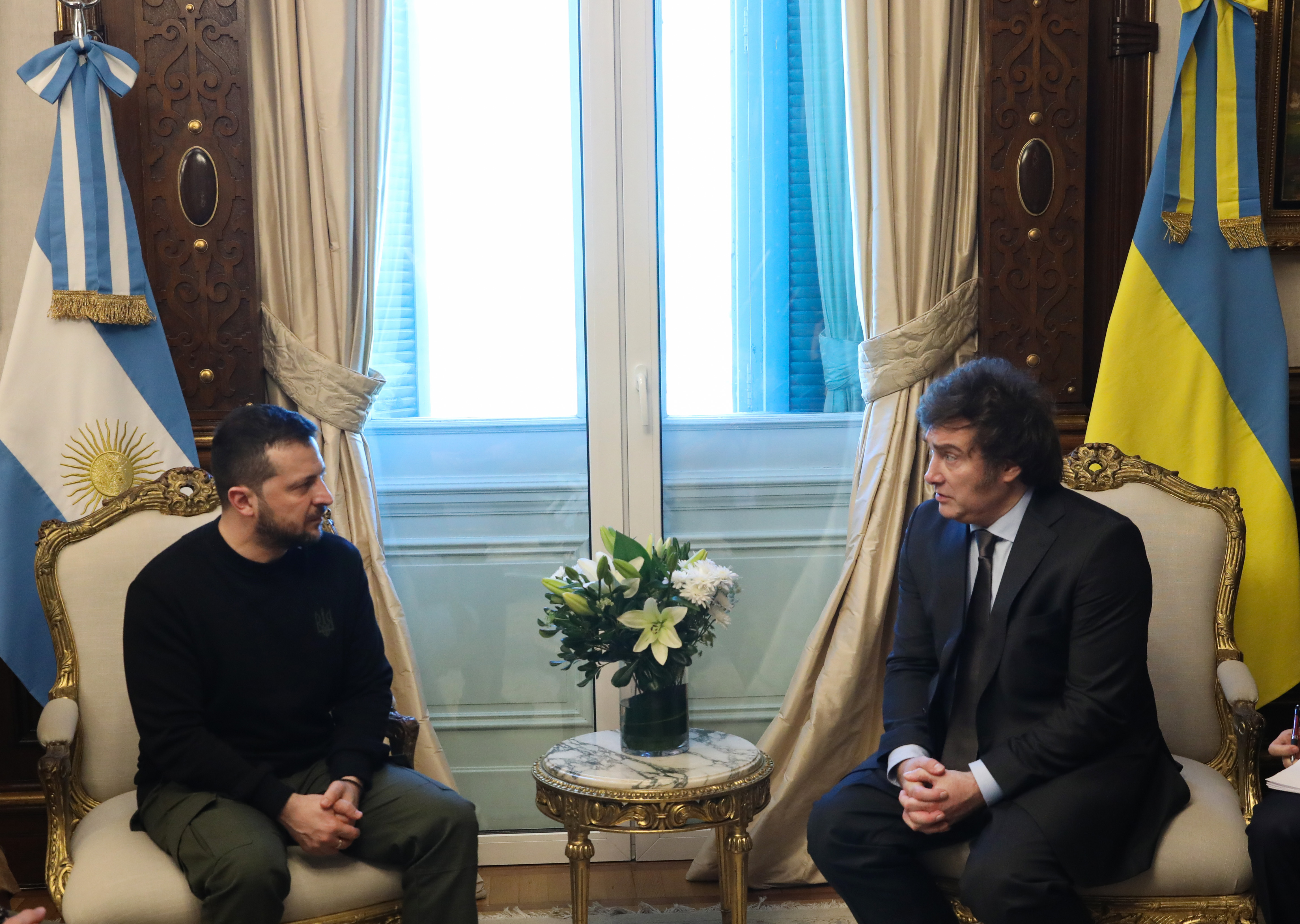
アルゼンチンを訪問中のヴォロディミル・ゼレンスキー大統領（左）とカサ・ロサダで会談するミレイ（右）

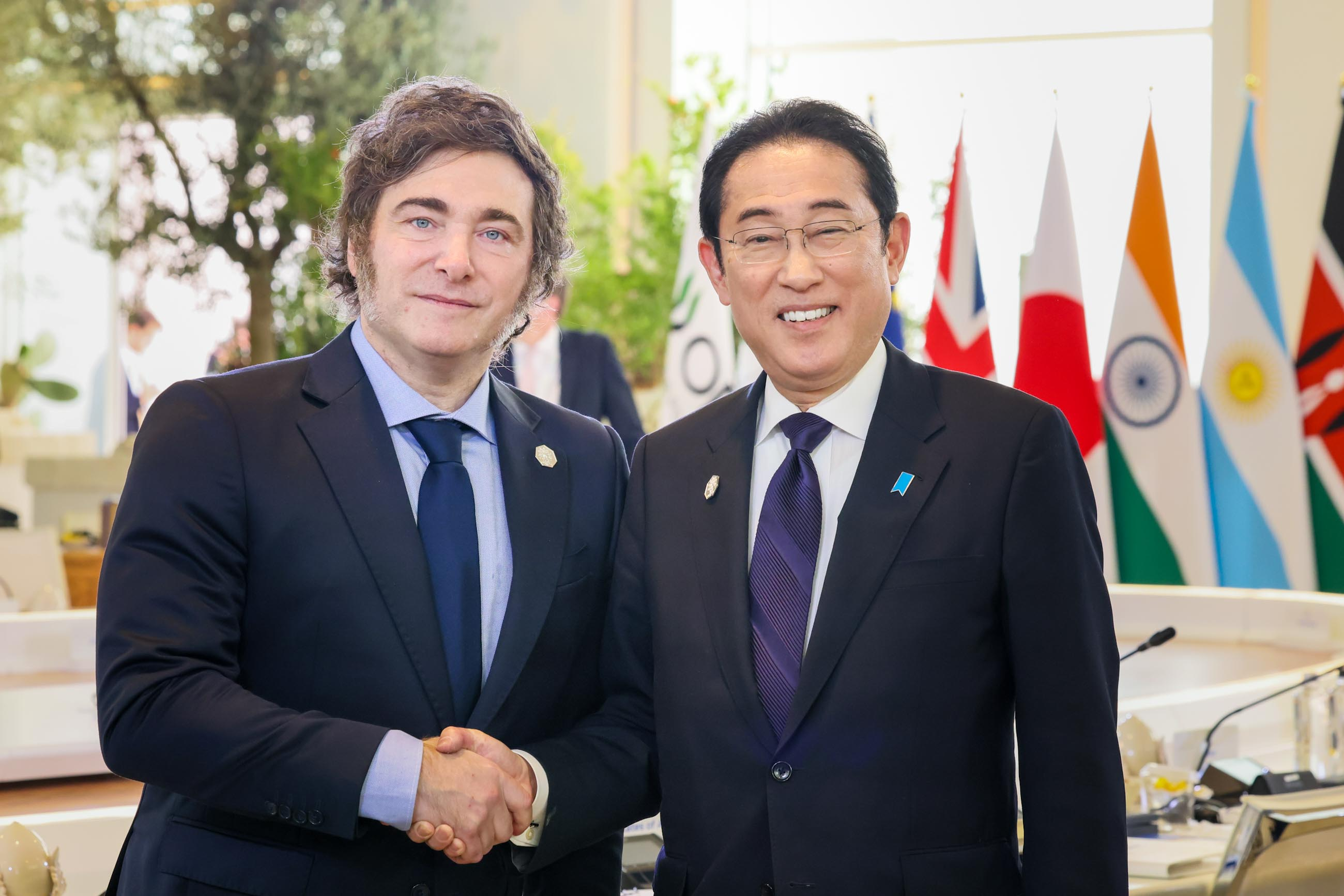
G7プーリア・サミット出席時、日本の岸田文雄内閣総理大臣（右）と

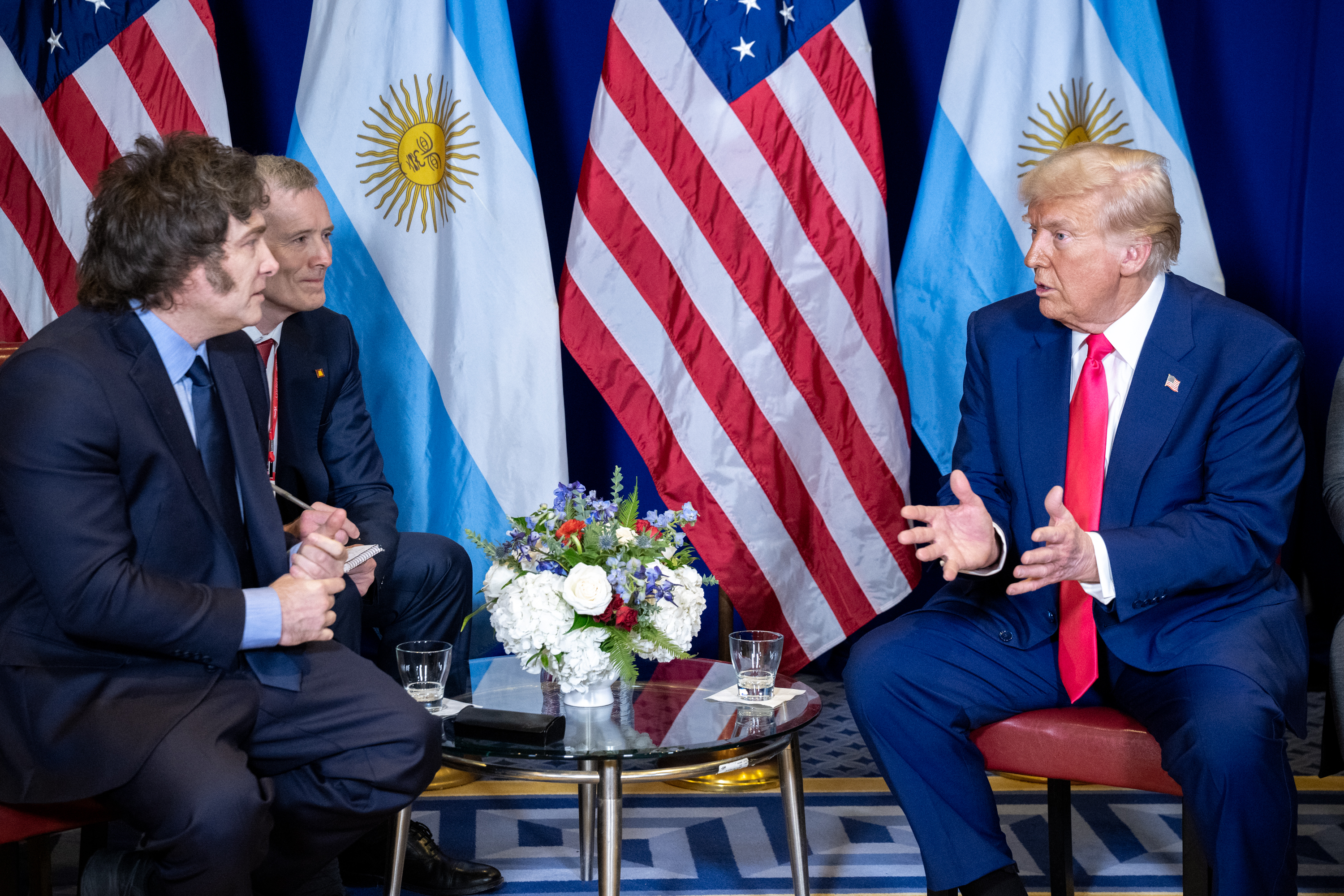
アメリカ合衆国・メリーランド州にてドナルド・トランプ大統領（右）と会談するミレイ（左）

- BRICSへの不参加を決定[51]
- アルゼンチン軍内での性中立的言語（英語版）を禁止[52]
- 地球温暖化対策の国際協定であるパリ協定から離脱[53][注 1]
- 在イスラエル大使館のエルサレムへの移転[55]
- ロシアからの侵攻に晒されているウクライナへの軍事援助[56][57]
- WHOからの脱退[58]

## 信仰

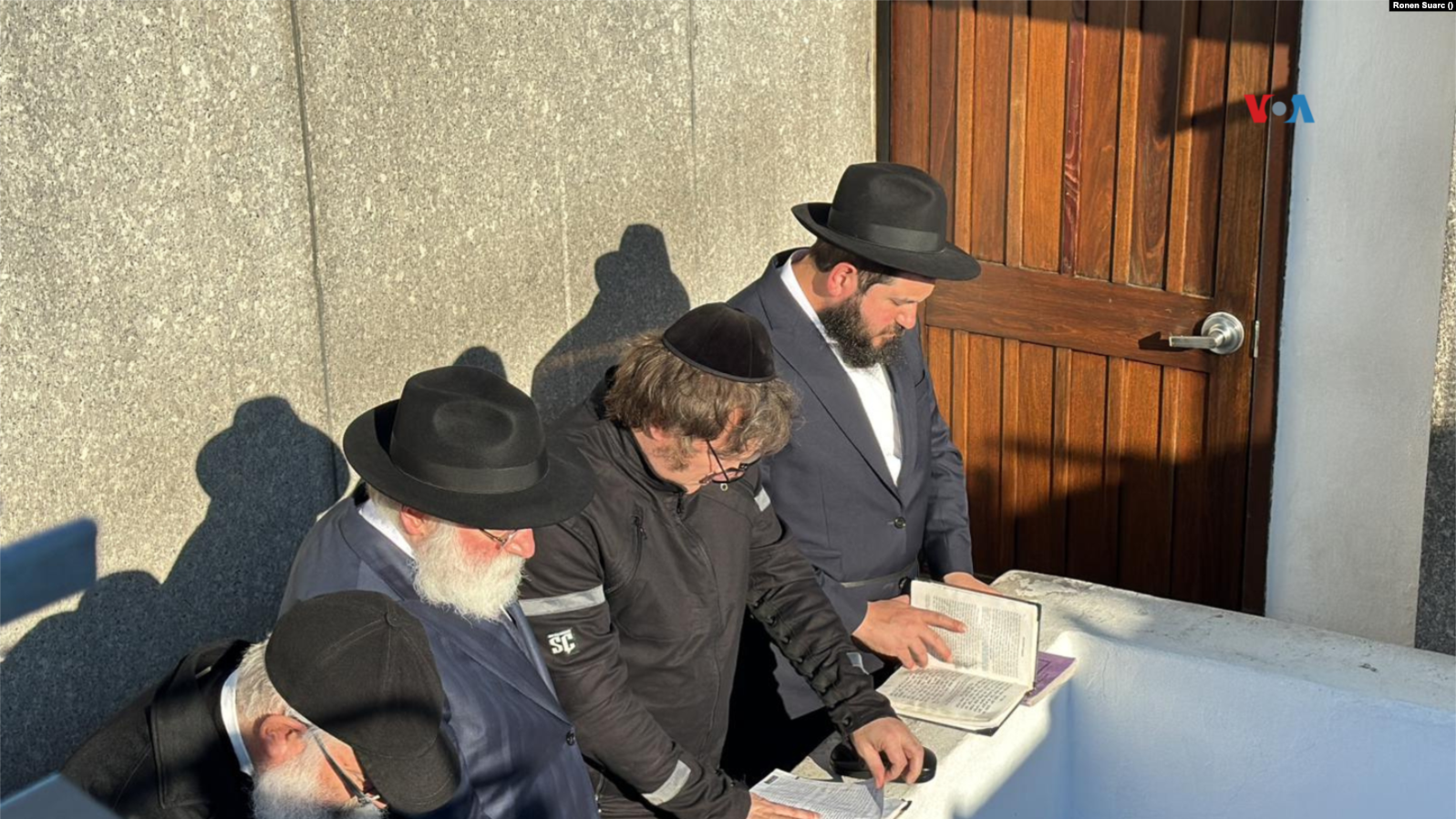
メナヘム・メンデル・シュネウルゾーンの墓を訪れたミレイ（2023年11月27日）

ミレイはカトリック教徒として育ったが、ローマ教皇に対して軽蔑的な発言を多く行っている。ミレイは自らのユダヤ系のルーツをたびたび強調しており、トーラーも毎日読んでいるとしてユダヤ教への改宗を希望している。

## 語録
- 自由万歳、くそったれ！（英語版）。[65]
- アルゼンチン人は、見返りのない変化への願望を圧倒的に表明しています。後戻りはなく、私たちは何十年にもわたる失敗と無意味な紛争を埋めてきました。平和と繁栄、自由と進歩の時代が始まってきている。[66]
- ベルリンの壁の崩壊が世界にとって悲劇的な時代の終わりを告げたように、これらの選挙は私たちの歴史の転換点をマークしました。[66]
- 今日、私たちは国の再建を始めます。[66]
- 道の終わりには光があるだろう。[66]
- 貧困から抜け出す唯一の方法は、より多くの自由です。[66]
- 100年の失敗は1日で元に戻すことはできませんが、1日が始まり、今日がその日です。[66]
- 私は快適な嘘よりも不快な真実を好む。[66]
- この挑戦で天の力が私たちと共にありますように。それは難しいだろうが、私たちは成功するだろう。自由万歳！[66]

## 犬とテレパシー
2004年から飼っていたイングリッシュ・マスティフのコナンを溺愛していたミレイは、2017年にコナンが亡くなるとアメリカの企業に依頼し6頭のクローン犬を手に入れた。夭折した1頭を除く5頭をミレイは「四つ足の子供たち」と呼びコナンの生まれ変わりと4頭の孫たちに例えた。ミレイは霊媒師を介して亡くなったコナンやクローン犬たちとテレパシーで会話できると主張し、政治や経済などのアドバイスを得るコンサルタントのような存在だと述べた。こうした超自然的な発言は度々世間に論争を巻き起こし、政敵たちからはミレイの正常性を疑い攻撃する格好の材料となった。